# Congo-Brazzaville op de Olympische Zomerspelen 1988
Congo-Brazzaville nam deel aan de Olympische Zomerspelen 1988 in Seoel, Zuid-Korea. 

## Deelnemers en resultaten per onderdeel

### Atletiek
| Olympiër                                                              | Discipline | Resultaat | Prestatie              |
| --------------------------------------------------------------------- | ---------- | --------- | ---------------------- |
| Henri Ndinga                                                          | 100m (m)   | 63e       | serie 2: 5de in 10,74  |
| Henri Ndinga                                                          | 200m (m)   | 40e       | serie 1: 5de in 21,66  |
| Jean-Didiace Bémou                                                    | 400m (m)   | 54e       | serie 5: 4de in 48,46  |
| Armand Biniakounou Hygien-Nicaise Lombocko Henri Ndinga Pierre Ndinga | 4x100m (m) | 22e       | serie 2: 6de in 41,26  |
|                                                                       |            |           |                        |
| Judith Diankoléla-Missengué                                           | 100m (v)   | 50e       | serie 5: 8ste in 12,14 |
| Judith Diankoléla-Missengué                                           | 200m (v)   | 48e       | serie 4: 7de in 25,20  |
| Lasnet Nkouka                                                         | 400m (v)   | 42e       | serie 5: 7de in 57,19  |

Afghanistan · Algerije · Amerikaanse Maagdeneilanden · Amerikaans-Samoa · Andorra · Angola · Antigua en Barbuda · Argentinië · Aruba · Australië · Bahama’s · Bahrein · Bangladesh · Barbados · België · Belize · Benin · Bermuda · Bhutan · Birma · Bolivia · Bondsrepubliek Duitsland · Botswana · Brazilië · Britse Maagdeneilanden · Brunei · Bulgarije · Burkina Faso · Canada · Centraal-Afrikaanse Republiek · Chili · China · Chinees Taipei · Colombia · Congo-Brazzaville · Cookeilanden · Costa Rica · Cyprus · Denemarken · Djibouti · Dominicaanse Republiek · Duitse Democratische Republiek · Ecuador · Egypte · El Salvador · Equatoriaal-Guinea · Fiji · Filipijnen · Finland · Frankrijk · Gabon · Gambia · Ghana · Grenada · Griekenland · Groot-Brittannië · Guam · Guatemala · Guinee · Guyana · Haïti · Honduras · Hongarije · Hongkong · Ierland · IJsland · India · Indonesië · Irak · Iran · Israël · Italië · Ivoorkust · Jamaica · Japan · Joegoslavië · Jordanië · Kaaimaneilanden · Kameroen · Kenia · Koeweit · Laos · Lesotho · Libanon · Liberia · Libië · Liechtenstein · Luxemburg · Malawi · Malediven · Maleisië · Mali · Malta · Marokko · Mauritanië · Mauritius · Mexico · Monaco · Mongolië · Mozambique · Nederland · Nederlandse Antillen · Nepal · Nieuw-Zeeland · Niger · Nigeria · Noord-Jemen · Noorwegen · Oeganda · Oman · Oostenrijk · Pakistan · Panama · Papoea-Nieuw-Guinea · Paraguay · Peru · Polen · Portugal · Puerto Rico · Qatar · Roemenië · Rwanda · Saint Vincent en de Grenadines · Salomonseilanden · Samoa · San Marino · Saoedi-Arabië · Senegal · Sierra Leone · Singapore · Soedan · Somalië · Sovjet-Unie · Spanje · Sri Lanka · Suriname · Swaziland · Syrië · Tanzania · Thailand · Togo · Tonga · Trinidad en Tobago · Tsjaad · Tsjecho-Slowakije · Tunesië · Turkije · Uruguay · Vanuatu · Venezuela · Verenigde Arabische Emiraten · Verenigde Staten · Vietnam · Zaïre · Zambia · Zimbabwe · Zuid-Jemen · Zuid-Korea · Zweden · Zwitserland